# Операція «Фіш»
Операція «Фіш» (англ. Operation Fish) — цілком таємна операція британського Королівського військово-морського флоту, що проводилася з метою перевезення золотого запасу Великої Британії з Британських островів до Канади у часи битви за Атлантику.

## Історія
У вересні 1939 року після вступу Великої Британії у війну, британський уряд постановив, що всі люди, які живуть у країні, повинні задекларувати свої цінні папери у Казначействі. Ще до операції «Фіш» перші кораблі Королівського флоту були відправлені із золотом та грошима на мільйони фунтів, щоб придбати в американців зброю. В одному з таких переходів брав участь крейсер «Емеральд» під командуванням командора Августа Віллінгтона Агара. О 23:18 3 жовтня 1939 року «Емеральд» кинув якір у Плімуті, де командир корабля Агар отримав від контрадмірала Ланселота Голланда інструкції про важливість його місії.
7 жовтня 1939 року «Емеральд» відплив із Плімута до Галіфаксу, Нова Шотландія, із золотими зливками [UK£ 110 000 000 на 2020 рік] з Банку Англії, та попрямував до канадського Монреаля. Ці гроші призначалися для оплати американських військових матеріалів, котрі Британія придбала в США. Оскільки це плавання перебувало під найсуворішою таємницею, екіпаж оснащувався «тропічними білими» мундирами, щоб заплутати німецьких агентів. У супроводженні двох старих лінкорів «Рівендж» і «Резолюшн», крейсерів «Ентерпрайз» і «Карадок», «Емеральд» зіткнувся з найсуворішими погодними умовами під час переходу через Атлантику, які бачив у своєму житті досвідчений капітан Агар. До того часу, як конвой дійшов до Галіфаксу, крейсер втратив човни, плоти, глибинні бомби корабля, дроти, оснащення та інше цінне обладнання, не кажучи вже про корабельний літак-розвідник, «Сіфокс».
У травні 1940 року, коли Вінстон Черчилль сформував свій уряд, перебіг подій у війні з нацистами розвивався для союзників дуже несприятливо. Як гарантія того, що Британська імперія зможе продовжувати боротьбу, якщо метрополія буде переможена, Черчилль розробив план доставки британського золотого запасу до Канади. Використовуючи свої військові повноваження, уряд Черчилля конфіскував цінні папери, які британський народ був змушений зареєструвати на початку року і під прикриттям секретності перемістив їх до порту Грінок у Шотландії. Довірені люди завантажили коштовності на легкий крейсер «Емеральд».
24 червня 1940 року крейсер у супроводження ескорту есмінців вдруге відплив до Канади, маючи на борту великі запаси золота та скарбу. Знову ще одна жорстока буря загрожувала операції, коли відкрите море змушувало кораблі сповільнювати свою швидкість, роблячи їх легкими цілями для будь-яких німецьких U-Boot, що рискали навколо. 1 липня 1940 року дорогоцінний конвой нарешті дістався Галіфаксу, британський Королівська Скарбниця була перевантажена на потяги, а золото було відправлено до Оттави, тоді як цінні папери були відправлені до будівлі Sun Life Building в Монреалі.
5 липня 1940 року проведена ще одна операція «Фіш II» — цього разу п'ять суден, завантажених 1,7 мільярдами доларів (31,02 мільярда доларів США в 2020 році), що було найбільшим рухом багатства в історії, вийшли з шотландського порту та попрямували до Північної Америки. Конвой бойових кораблів з лінкора «Рівендж», крейсера та кількох есмінців супроводжували дорогоцінний вантаж. По ходу руху на одному з кораблів конвою, польському судні, «Баторі», завантаженому скарбами, виникли проблеми з двигуном і його довелося залишити у супроводі тільки одного легкого крейсера «Бонавентуре». Два кораблі натрапили на великий туман, і через небезпеку айсбергів змушені були стояти не рухаючись, будучи легкими мішенями для будь-яких німецьких субмарин, які могли їх знайти. Нарешті, після ремонту, обидва кораблі змогли дістатися до Галіфаксу через кілька днів після прибуття до визначеного пункту призначення інших суден зі скарбами.

## Відео
- Operation Fish: Gold In Wartime